# Edita Janeliūnaitė
Edita Janeliūnaitė (Šiauliai, 16 de desembre de 1988) és una ciclista lituana que fou professional del 2008 al 2014.

## Palmarès
- 2013
  - Vencedora d'una etapa a la Volta a Costa Rica